# جيري جونز (رجل أعمال)
جيري جونز (بالإنجليزية: Jerry Jones)‏ هو شخصية أعمال أمريكي، ولد في 13 أكتوبر 1942 في لوس أنجلوس في الولايات المتحدة.